# Hybanthus elatus
Hybanthus elatus là một loài thực vật có hoa trong họ Hoa tím. Loài này được (Turcz.) C.V.Morton mô tả khoa học đầu tiên năm 1944.